# Ranchería Palomas
Ranchería Palomas, även benämnd Los Tachos, är ett samhälle i Mexiko, tillhörande kommunen Isidro Fabela i delstaten Mexiko. Orten hade 139 invånare vid folkräkningen 2010.